# Калина алена (филм)
„Калина Алена“ (на руски: Калина красная) е съветски игрален филм (драма) от 1974 година на режисьора и по сценарий на Василий Шукшин. Оператор е Анатолий Заболоцкий. Музиката е композирана от Павел Чекалов. Филмът излиза на екран от 25 март 1974 г. в СССР.

## Сюжет
След като напуска затвора, Йехор Прокудин, по прякор „Горе“, решава да отиде в селото, където живее синеоката непозната Люба, с която си кореспондира – в края на краищата трябва да изчака малко и да се огледа. Но животът в селото разрушава всички планове на Егор и той решава да скъса с миналото завинаги. Сега има приятели, работа. Той обича Люба. Приятелките на Егор обаче упорито не го пускат...

## Създатели
- Сценарист: Василий Шукшин
- Режисьор: Василий Шукшин
- Оператор: Анатолий Заболотски
- Художник: Иполит Новодережкин
- Композитор: Павел Чекалов

## Актьорски състав
- Лидия Федосеева-Шукшина – Любов (Люба) Федоровна Байкалова
- Василий Шукшин – Егор (Георгий Николаевич) Прокудин
- Иван Рижов като Фьодор Байкалов, бащата на Люба и Петър
- Мария Скворцова – майка на Люба и Петър
- Алексей Ванин като Пьотър Федорович Байкалов, брат на Люба
- Мария Виноградова в ролята на Зоя Байкалова, съпругата на Петър
- Ефимия Быстрова като Куделих, майка на Егор Прокудин
- Жана Прохоренко като Лидия Викторовна Хамелтова, служител на прокуратурата
- Лев Дуров – Сергей Михайлович, сервитьор
- Александър Горбенко в ролята на Коля, бившия съпруг на Люба
- Николай Грабе – началник на колонията
- Николай Погодин като Андрейч, директор на совхоза
- Георги Бурков – Губошлеп, лидерът на крадските „малини“
- Татяна Гаврилова като Люсиен, член на крадската „малини“
- Артур Макаров – Буля, член на крадската „малини“
- Олег Корчиков като Шурка, член на крадската „малини“

### В епизоди
- Наталия Гвоздикова – телефонен оператор
- Татяна Ухарова е най-добрата приятелка на Люба Байкалова
- Ия Арепина – сестрата на Егор Прокудин
- Александър Саранцев в ролята на Саша, гост на Байкалови
- Алла Мешерякова – гост на „празника на живота“
- Наталия Крачковска – гост на „празника на живота“ (не в титрите)
- Борис Битюков – гост на „празника на живота“ (не в титрите)
- Маргарита Жарова – сервитьорка (не е в титрите)